# Вальтер Шаль де Больє
Вальтер Шаль де Больє (нім. Walter Chales de Beaulieu; 14 червня 1898, Заальфельд — 26 серпня 1974, Крессбронн-ам-Бодензеє) — німецький офіцер, генерал-лейтенант вермахту. Кавалер Німецького хреста в золоті.

## Біографія
Учасник Першої світової війни (з 21 червня 1915),. Після демобілізації армії залишений у рейхсвері. З 1 серпня 1937 року — викладач тактики у Військовій академії.
З початком німецько-радянської війни призначений начальником штабу 4-ї танкової групи. З 9 березня по 1 грудня 1943 року — командир 168-ї піхотної дивізії. З 22 лютого по 1 серпня 1944 року — командир 23-ї піхотної дивізії. 12 серпня 1944 року відправлений у резерв фюрера, 31 січня 1945 року — у відставку.

## Нагороди
- Залізний хрест 2-го і 1-го класу
- Почесний хрест ветерана війни з мечами
- Медаль «За вислугу років у Вермахті» 4-го, 3-го і 2-го класу (18 років)
- Застібка до Залізного хреста 2-го і 1-го класу
- Німецький хрест в золоті (7 серпня 1943)